# Reina sobre Mim
Reina Sobre Mim é o álbum de estreia de Nívea Soares, gravado em estúdio e lançado em 2003. O disco contou com a participação dos vocalistas do Diante do Trono como vocal de apoio e de André Valadão, na música "Quero Te Ver", e Ana Paula Valadão, na música "Vinde a Mim", em dueto com Nívea Soares.

## Faixas
1. "Ele Vem" (Nívea Soares) — 5:52
2. "Tempo de Adorar" (Nívea Soares) — 5:06
3. "Me Apaixonar" (Nívea Soares) — 6:08
4. "Lugar em Ti" (Nívea Soares) — 6:34
5. "Vinde a Mim" (Nívea Soares) — 5:21
6. "Reina Sobre Mim" (Nívea Soares) — 6:28
7. "Quero Te Ver" (Nívea Soares) — 5:32
8. "Subirei" (Nívea Soares) — 4:56
9. "Contigo Eu Desejo Estar" (Nívea Soares) — 5:35
10. "Correrei para Tua Cruz" (Nívea Soares) — 8:00
11. "Tudo que Eu Preciso" (Nívea Soares) — 7:39